# Старово село
Старово село е бивше село в Егейска Македония, Гърция, на територията на дем Костур, област Западна Македония.

## География
Селото е било разположено югоизточно от Косинец и югозападно от Дъмбени.

## История
Старово село е било малко българско село, чиито жители в немирните години го изоставят и се изселват в Косинец.